# Gmina Kurvelesh
Gmina Kurvelesh (alb. Komuna Kurvelesh) – gmina miejska położona w południowej części Albanii. Administracyjnie należy do okręgu Tepelena w obwodzie Gjirokastra. W 2011 roku populacja gminy wynosiła 705 osób w tym 340 kobiet oraz 365 mężczyzn, z czego Albańczycy stanowili 87,52 a Arumuni 0,0% a Grecy 0,00% mieszkańców. 
W skład gminy wchodzi pięć miejscowości: Nivicë, Rexhin, Gusmar, Progonat, Lekdush.